# Hadrian Lankiewicz
Hadrian Aleksander Lankiewicz – polski literaturoznawca, językoznawca, dr hab. nauk humanistycznych, profesor uczelni i dyrektor Instytutu Lingwistyki Stosowanej Wydziału Filologicznego Uniwersytetu Gdańskiego.

## Życiorys
W 2005 r. obronił pracę doktorską pt. Śmiech w machinie wszechświata. Humor według Philipa K. Dicka, której promotorem był prof. Andrzej Ceynowa, w 2016 r. habilitował się na podstawie pracy zatytułowanej Świadomość językowa nauczyciela w perspektywie ekologicznej: Badanie partycypacyjne w oparciu o myślomowę. Został zatrudniony na stanowisku docenta w Wyższej Szkole Biznesu w Pile i w Instytucie Humanistycznym Państwowej Wyższej Szkole Zawodowej im. Stanisława Staszica w Pile.
Pełnił funkcję adiunkta w Instytucie Skandynawistyki i Lingwistyki Stosowanej na Wydziale Filologicznym Uniwersytetu Gdańskiego.
Był profesorem nadzwyczajnym w Instytucie Lingwistyki Stosowanej i Translatoryki Wydziału Filologicznego Uniwersytetu Gdańskiego.
Jest profesorem uczelni i dyrektorem w Instytucie Lingwistyki Stosowanej na Wydziale Filologicznym Uniwersytetu Gdańskiego, a także członkiem Rady Dyscypliny Naukowej – Językoznawstwa Uniwersytetu Gdańskiego.